# 우노키역
우노키역(일본어: 鵜の木駅, うのきえき)은 일본 도쿄도 오타구에 있는 도쿄 급행 전철의 역이다. 역 번호는 TM03이다.

## 역 구조
상대식 승강장 2면 2선의 지상역이다. 상하선에서 개찰구가 따로 있고 개찰 내에서의 각 승강장 사이로의 왕래는 어렵다. 화장실은 1번 승강장 쪽에만 설치되어 있다.
승강장의 유효 길이는 3량분 밖에 없기 때문에 4량 편성으로 운행되었던 메카타 선 시절에는 메구로 방향의 1량의 문을 열지 않았다. 도쿄 급행 전철 도큐 다마가와 선이 되고 1인 운전을 시작할 때 3량 편성화가 됨으로써 문을 조작하는 일이 없어졌다.

### 타는 곳
| 1 | 도큐 다마가와 선 | 시모마루코・가마타 방면 |
| 2 | 도큐 다마가와 선 | 다마가와 방면           |

## 역 주변
- 오타 우노키 우체국
- 오타 구청 우노키 특별 출장소
- 도쿄 법무국 조난 출장소
- 도쿄 고등학교
- 파크 하우스 다마가와
- 우노키 상점가 - 우노키 상점 연합회로서 1953년에 조합이 생겼다.
- 우노키마쓰야마 공원

## 역사
- 1924년 2월 29일: 메구로카마타 전철(현, 도쿄 급행 전철) 메카마 선의 우노키 역(일본어: 鵜ノ木駅)으로 영업 개시.
- 1939년 10월 16일: 회사 합병으로 도쿄 요코하마 전철의 역이 됨.
- 1942년 5월 26일: 회사 합병으로 도쿄 급행 전철의 역이 됨.
- 1966년 1월 20일: 우노키 역(일본어: 鵜の木駅)으로 역명 변경,
- 2000년 8월 6일: 메카마 선이 도큐 다마가와 선과 메구로 선으로 분할되어 다마가와 선의 역이 됨. 또한, 역사를 천장이 높은 철골조에 개수하였고 베리어 프리 대응 공사도 시행함.
- 2010년 9월 30일: 역 매점 toks가 폐점함.

## 사진

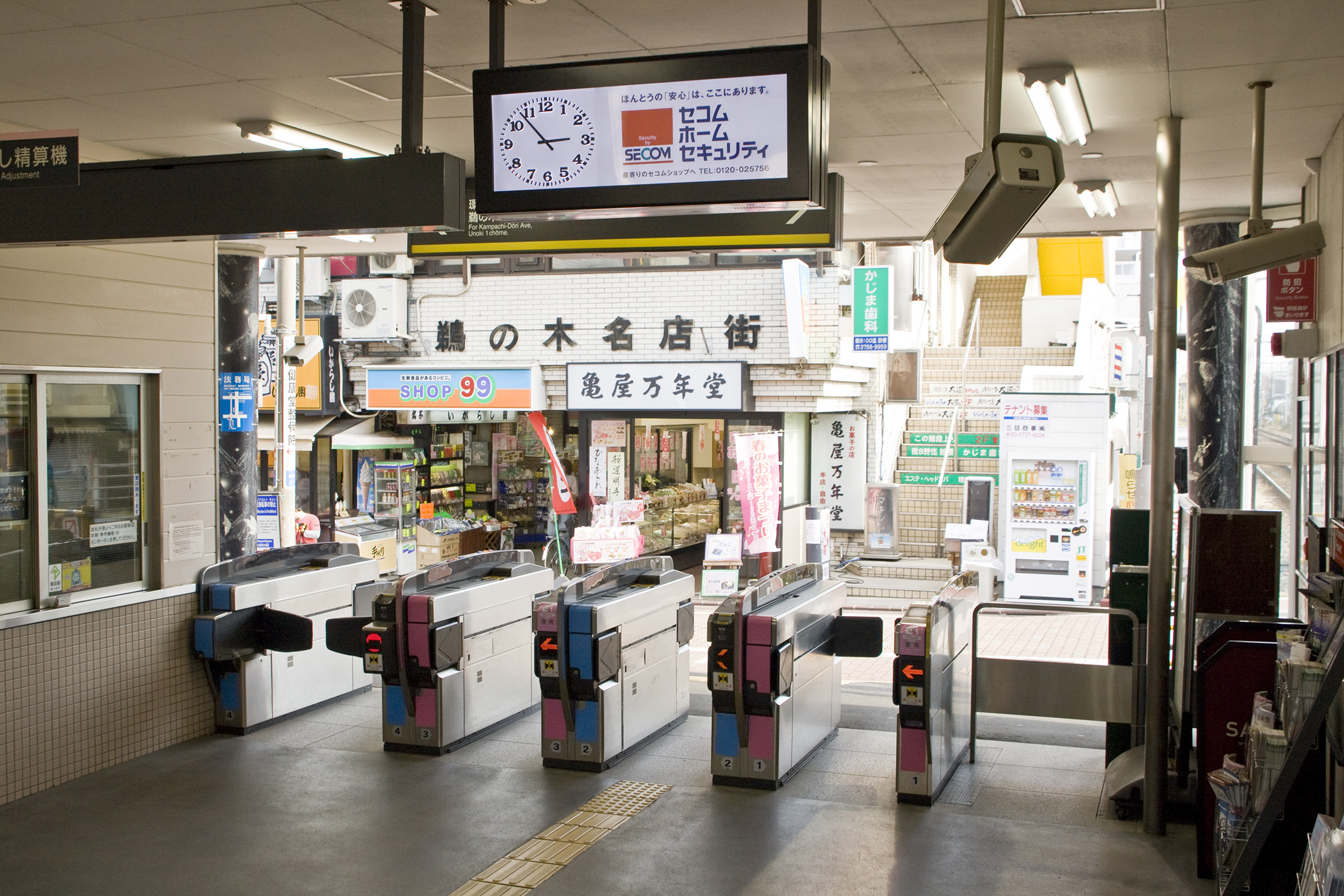
개찰구

## 인접역
| 도쿄 급행 전철 도큐 다마가와 선 | 도쿄 급행 전철 도큐 다마가와 선 | 도쿄 급행 전철 도큐 다마가와 선 |
| ------------------------------- | ------------------------------- | ------------------------------- |
| TM02 누마베 다마가와 방면       |                                 | 시모마루코 TM04 가마타 방면     |